# Stoebe capitata
Stoebe capitata là một loài thực vật có hoa trong họ Cúc. Loài này được P.J.Bergius miêu tả khoa học đầu tiên năm 1767.